# Ölands runinskrifter 18
Ölands runinskrifter 18 är en runsten i Seby, Segerstads socken på Öland. Den står på östra sidan om landsvägen och ungefär tre kilometer söder om Segerstads kyrka. Stenen är tre meter hög och består av kalksten. Den är 1,75 meter bred vid basen och cirka en och en halv till två decimeter tjock. Runorna är 11 till 14 cm höga. Stenen som varit omkullfallen restes på nytt och ristningen ifylldes med färg 1966, 1974 och 1991. Skadan i övre högra hörnet fanns redan 1634. Inskriften lyder:

## Inskriften
Translitterering av runraden:
× inkialtr × auk × nifR × [au]k × su[i]n [× þa]iR × litu × risa ...- × iftiR × ruþmar × faþur × sin ×
Normalisering till runsvenska:
Ingialdr ok NefR ok Svæinn, þæiR letu ræisa [stæin] æftiR Hroðmar, faður sinn.
Översättning till nusvenska:
Ingjald och Näf och Sven, de läto resa [stenen] efter Rodmar, sin fader.